# ايجي باندو
ايجي باندو (باليابانية: 板東英二؛ بالكانا: ばんどう えいじ) هو لاعب كرة قاعدة وتارينتو وممثل ياباني، ولد في 5 أبريل 1940 في مانشوكو.

## وصلات خارجية
- ايجي باندو على موقع الدوري الياباني لكرة القاعدة (الإنجليزية)

- الموقع الرسمي
- ايجي باندو على موقع IMDb (الإنجليزية)
- ايجي باندو على موقع قاعدة بيانات الفيلم (الإنجليزية)